# Farmakologické metody tišení bolesti

## Definice bolesti
Když hovoříme o bolesti, hovoříme o komplexním vjemu, který se skládá z několika částí. Na aferentních nervech, jejichž perikarya leží ve spinálních gangliích, se aktivují receptory. Vzniká impuls, jenž je veden do zadních rohů míšních, zde se přepojí a dráhou postranních míšních provazců (její přední část) je veden do thalamu, limbického systému a senzitivní části kůry mozkové, kde přichází do vědomí. Uvědomování si těchto impulzů je značně individuální a závisí nejen na psychickém stavu pacienta, ale také na zevní situaci (stavu prostředí) a situaci vnitřní. Ta zahrnuje funkci neuronů antinociceptivního systému a přítomnost neurotransmiterů. Bolest tedy můžeme farmakologicky ovlivnit na třech úrovních:
1.Vznik impulsu - snížení vnímavosti receptorů pro bolest snížením syntézy prostaglandinů (aplikace inhibitorů enzymu cyklooxygenázy) nebo snížení podráždění nervových zakončení pomocí lokálních anestetik
2. Vedení impulsu - lokální anestetika + opioidy
3. Uvědomování si bolesti - opiody + psychoaktivní látky (neuroleptika, etanol, antidepresiva)

## Diagnostika a sledování bolesti
Zhodnocení algického stavu pacienta vyžaduje objektivní a racionální přístup. Musíme se také zamyslet nad přidruženými chorobami (které by mohly ovlivnit výběr správné analgezie) a způsobem vzniku bolesti. Bolest dělíme na dvě obecné kategorie:
1.	Akutní - náhlá ostrá bolest, vzniká následkem říznutí, spálení, zlomeniny, výronu, bolesti zubů, chřipky
2.	Chronická - definovaná trváním 3-6 měsíců, nevymizí při běžné léčbě, nemá ochrannou funkci, přechází z akutní bolesti, sledujeme charakter (vystřelující, bodavá, pálivá, škubavá, tlaková, křečovitá)
Další faktor, který hodnotíme, je lokalizace a intenzita. Intenzita se rozlišuje dle stupnice VAS - vizuální analogové škály. Tu dělíme, dle WHO, na tři kategorie - mírná bolest (0-3) léčba neopioidní analgetikum, středně silná bolest (4-6) neopioidní analgetikum + slabé opioidy a silná bolest (7-10) silné opioidy. Cílem terapie je úleva nebo snížení bolesti na přijatelnou úroveň (VAS 2-4) a zlepšení kvality a komfortu pacienta.

## Farmakologické postupy

### Lokální anestetika
Lokální anestetika fungují na základě inhibice natriových kanálů, čímž zamezí přenos akčního potenciálu. Tento princip je však žádoucí pouze u nociceptivních nervů. Nežádoucím účinkům (srdce - A-V blokáda, srdeční zástava, mozek - křeče, zástava dechu) předcházíme lokální aplikací, přítomností vazokonstrikčních látek nebo chemicky labilními LA. 

#### Funkce
Pod termínem lokální anestezie mluvíme o reverzibilním, místně ohraničeném vyřazení receptorů pro bolest či aferentních nervových vláken. Z určité oblasti tak vyřadíme nejen kožní senzitivitu, ale také senzitivitu periferních orgánů. Pro přenos vzruchu je velmi důležitý vstup natria do napěťově řízených natriových kanálů. Anestetika však tento vstup blokují a impuls tak nemůže být veden dále, k vyšším nervovým celkům. Nejedná se ale jen o nervy senzitivní. Blokace impulsů může nastat i na motorických vláknech, ovšem senzitivita na LA platí nepřímo úměrně. Čím menší je nerv na průřezu, tím dříve na něm bude přenos vzruchu inhibován. Z toho vyplývá, že vlákna motorických nervů jsou vyřazena až sekundárně. 
Dále je také dobré zmínit vazodilatační účinky, které jsou s podáním LA spojeny. V reakci na určité látky mohou v organismu vzniknout produkty, které značně rozšiřují cévy a zvyšují průtok krve (hydrolýzou prokainu vzniká dietylaminoetanol), proto se kombinují s vazokonstrikty. Jednak se celkový chirurgický výkon usnadní, jednak se zmenší tkáňová toxicita, neboť LA mizí pomaleji a prodlužuje se doba jeho účinku.

#### Chemická složka
Jsou to amfifilní látky, které jsou složeny z aromatické složky a postranního řetězce s protonizovatelným dusíkem. Za fyziologického pH pak v organismu existují dvě formy molekul - ionizovaná a neionizovaná. Neionizovaná forma je velmi důležitá pro průnik perineurální pochvou a buněčnou membránou do nitra neuritu, kde je místo jejího účinku. Čím hydrofobnější je její aromatické jádro, tím snadněji dojde k penetraci a tím vyšší je síla účinku. Ionizovaná forma pak inhibuje již zmíněný natriový kanál, přičemž sama o sobě je neúčinná, neboť není schopna dosáhnout místa svého působení.

#### Příklady
- Prokain - perorální geriatrikum, nepoužívá se k povrchové anestezii, protože již na sliznici se hydrolyticky štěpí
- Lidokain - působení rychlé, dekompozice pomalá - metabolizuje se v játrech, tzn. že působí déle než prokain použitelný i na povrchovou anestezii, významné antiarytmikum, 0,25 - 1% roztok
- Prilokain - podobné účinky jako u lidokainu, jenom pomalejší působení, 0,5 - 2% roztok, při vyšších dávkách vzniká riziko abnormálně vysokého množství methemoglobinu v krvi
- Mepivakain - také podobný lidokainu, delší doba působení svodná + infiltrační anestezie bez nutnosti vazokonstrikčních látek
- Bupivakain - anestezie nervus pudendus v porodnictví
- Ropivakain - svodná + epidurální anestezie, menší kardiotoxicita
- Artikain - rychlý nástup účinku (2 minuty), dlouhá výdrž (2 hodiny), infiltrační + svodná anestezie (1-2% roztok), lumbální anestezie - (5% roztok)

### Opiáty

#### Endogenní opioidy
V určitých orgánech a mozku se nacházejí specifické opioidní receptory, na které se vážou opioidní peptidy, látky tělu přirozené a vyvolávají stav shodný s účinky morfinu. Co se týče chemické složky, rozlišujeme C terminální část, která zajišťuje různou afinitu k receptorům a tím obsáhlost působení dané látky a N terminální část, kde se nachází AMK sekvence (tyr-gly-gly-phe-met). Tyto peptidy vznikají štěpením větších polypeptidů, které jsou vlastně prekurzory pro endogenní opioidy. Jedná se o pro-enkefalin, který dává za vznik met-enkefalinu a leu-enkefalinu, pro-dynorfin, z něhož vzniká dynorfin a opiomelanokortin, který je prekurzorem pro beta endorfin. Pokud bychom však chtěly tyto látky podat i.v., dojde v krvi k destrukci rychleji, než se stihne projevit účinek (s výjimkou beta endorfinu). Látky se aplikují přímo do likvoru. 

#### Opioidní analgetika
- Morfin

Při porovnání struktury morfinu se strukturou enkefalinů můžeme vidět značnou podobnost. Právě proto je v těle umožněna vazba morfinu na receptory pro opioidy endogenní. Způsobuje inhibici vedeného impulsu a jeho zpracování CNS. Podáním morfinu epidurálně zamezíme vytrvalé tupé bolesti, rychlá a ostrá bolest však zůstává. Velmi nebezpečná může být intoxikace a také závislost. Mezi hlavní známky intoxikace patří kóma, deprese dechu, hypoxie.  Závislost je u každého jedince značně individuální, ale mezi hnací faktory patří euforizující účinky a abstinenční příznaky. Aby morfin plnil svou funkci, při dlouhodobém užívání je nutné stále navyšovat dávky. 
- Kodein

Kodein je alkaloid opia. Analgetický účinek je značně menší, avšak při podání p.o. dochází k dobré resorbci a částečně k demetylaci na morfin. Účinkuje přibližně 6 hodin a používá se k tlumení slabších bolestí, také jako antitusikum. Nevyvolává tak velkou závislost.

#### Další syntetické opioidy
- Petidin - nevyvolává zvýšení tonu hladkého svalstva jak morfin, využíván při kolikovitých bolestech jednotlivých orgánů, nevhodný při porodu (asfyxie novorzence)
- Levometadon - dlouhá doba působení, používán při terapii odvykání si na opiátech, nevyvolává euforické účinky, pouze potlačuje abstinenční příznaky
- Fentanyl - analgeticky nejsilnější z této skupiny, transdermální aplikace formou náplasti, po injekčním podání účinkuje 30 minut, i.v. vyvolává depresi dechu - nutná umělá ventilace pacienta při anestezii
- Tramadol - metabolit má opoidní účinky, je to racemát, inhibuje reuptake serotoninu, druhý enantiomer pak noradrenalinu - dochází k podpoře působení antinociceptivního systému

### Analgetika - antipyretika a antiflogistika
Látky, které blokují vznik eikosanoidů (deriváty kyseliny arachidonové). Ty dělíme na 4 skupiny - prostacykliny, prostaglandiny, troboxany a leukotrieny. Účinkují na receptory pro bolest, jejichž senzitivitu snižují, dále snižují patologicky zvýšenou tělesnou teplotu. Na druhou stranu mají i nežádoucí účinky, jako je deformace žaludeční a střevní sliznice, retence vody a snížení kontraktility uteru. V klinice je doporučováno používat monopreparáty, ovšem v určitých kombinacích (paracetamol, kys. acetylsalicylová, kodein) se analgetické účinky sčítají a nežádoucí účinky potlačují. 

#### Příklady
- Paracetamol - analgetikum, antipyretikum, dobrá resorbce, biotransformace v játrech, vyloučení přes ledviny, při metabolické přeměně vznikají sloučeniny, jež musí být transformovány SH-skupinami, pokud je jejich absence, toxický metabolit ireverzibilně poškodí hepatocyty
- Metamizol - silné analgetikum, antipyretikum, i.v. i při viscerálních bolestech (spazmolytikum), riziko alergické reakce a hypotenze
- Kyselina acetylsalicylová - analgetikum, vyšší dávky antiflogistické, velké riziko nežádoucích účinků (dráždění sliznice GITu, petechie, závratě, ovlivnění renální funkce, astma), kontraindikace u dětí - riziko Reyova syndromu

### Nesteroidní antirevmatika
Antirevmatika se používají při léčbě revmatických onemocnění za účelem zpomalení postupu choroby. Je však nutné dlouhodobé užívání, v řádech měsíců, než se dostaví výsledky. Je tedy nutné zahájit léčbu co nejdříve po stanovení diagnózy, a to jen v případě, že se nejedná o agresivní formu nemoci. Mechanismus funkce těchto látek není ještě zcela objasněn. Hlavní chemickou složkou jsou organické sloučeniny zlata. 

#### Příklady
- Auranofin - který můžeme aplikovat v nižších hladinách, a eliminovat tak nežádoucí účinky, přípravky podáváme p.o., a pokud po 5 měsících nepozorujeme žádné změny ve stavu pacienta, je nutné terapii ukončit.
- Sulfasalazin - původně vyvinut k léčbě artritidy, dnes se však používá při léčbě zánětů střeva
- Metotrexát - nejvyšší možnost remise, imunosupresivní podklad účinků
- Etanercept, Infliximab - inhibují faktor Tumor necrosis factor, který vyvolává zánět